# Kanurennsport-Weltmeisterschaften 2017
Die 43. Kanurennsport-Weltmeisterschaften fanden vom 23. bis 27. August 2017 in der tschechischen Stadt Račice u Štětí statt. Veranstaltet wurden die Weltmeisterschaften vom Internationalen Kanuverband (ICF).
Insgesamt wurden 39 Wettbewerbe in den Disziplinen Canadier und Kajak ausgetragen. Die Distanzen der Regatten betrugen 200, 500, 1000 und 5000 m. Paracanoe gehörte erneut zum offiziellen Wettkampfprogramm. Es nahmen ca. 1100 Athleten aus 70 Nationen teil.

## Wettbewerbe

### Männer

#### Canadier
| Event      | Gold                                                                    | Zeit      | Silber                                                              | Zeit      | Bronze                                                                     | Zeit      |
| ---------- | ----------------------------------------------------------------------- | --------- | ------------------------------------------------------------------- | --------- | -------------------------------------------------------------------------- | --------- |
| C-1 200 m  | Belarus Arzjom Kosyr                                                    | 38,161    | Georgien Sasa Nadiradse                                             | 38,439    | Iran Adel Mojallalimoghadam                                                | 38,605    |
| C-1 500 m  | Tschechien Martin Fuksa                                                 | 1:49,725  | Italien Carlo Tacchini                                              | 1:50,309  | Belarus Maksim Pjatrou                                                     | 1:50,583  |
| C-1 1000 m | Deutschland Sebastian Brendel                                           | 3:50,503  | Tschechien Martin Fuksa                                             | 3:51,303  | Brasilien Isaquias Queiroz                                                 | 3:52,542  |
| C-1 5000 m | Deutschland Sebastian Brendel                                           | 23:34,796 | Kuba Serguey Torres                                                 | 23:37,312 | Polen Mateusz Kamiński                                                     | 23:42,522 |
| C-2 200 m  | Russland Iwan Schtyl Alexander Kowalenko                                | 36,088    | Polen Michał Łubniewski Arsen Śliwiński                             | 36,673    | Ungarn Ádám Fekete Jonatán Hajdu                                           | 36,762    |
| C-2 500 m  | Russland Iwan Schtyl Wiktor Melantjew                                   | 1:38,868  | Rumänien Victor Mihalachi Leonid Carp                               | 1:39,796  | Italien Sergiu Craciun Nicolae Craciun                                     | 1:39,979  |
| C-2 1000 m | Deutschland Peter Kretschmer Yul Oeltze                                 | 3:31,613  | Kuba Serguey Torres Fernando Jorge                                  | 3:31,955  | Russland Wiktor Melantjew Wladislaw Tschebotar                             | 3:33,123  |
| C-4 1000 m | Deutschland Sebastian Brendel Stefan Kiraj Jan Vandrey Conrad Scheibner | 3:14,893  | Polen Piotr Kuleta Marcin Grzybowski Tomasz Barniak Wiktor Głazunow | 3:16,798  | Ukraine Denys Kamerylow Witalij Werheles Eduard Schemetylo Denys Kowalenko | 3:17,198  |

#### Kajak
| Event      | Gold                                                                | Zeit      | Silber                                                           | Zeit      | Bronze                                                                  | Zeit      |
| ---------- | ------------------------------------------------------------------- | --------- | ---------------------------------------------------------------- | --------- | ----------------------------------------------------------------------- | --------- |
| K-1 200 m  | Vereinigtes Königreich Liam Heath                                   | 33,733    | Ungarn Bence Horváth                                             | 34,070    | Lettland Aleksejs Rumjancevs                                            | 34,439    |
| K-1 500 m  | Tschechien Josef Dostál                                             | 1:36,520  | Dänemark René Holten Poulsen                                     | 1:38,267  | Ukraine Oleh Kucharyk                                                   | 1:38,483  |
| K-1 1000 m | Deutschland Tom Liebscher                                           | 3:27,754  | Portugal Fernando Pimenta                                        | 3:27,993  | Tschechien Josef Dostál                                                 | 3:28,576  |
| K-1 5000 m | Portugal Fernando Pimenta                                           | 20:46,907 | Deutschland Max Hoff                                             | 20:50,259 | Belarus Aleh Jurenja                                                    | 21:00,828 |
| K-2 200 m  | Ungarn Balázs Birkás Márk Balaska                                   | 30,912    | Spanien Cristian Toro Carlos Garrote                             | 31,278    | Serbien Marko Novaković Nebojša Grujić                                  | 31,451    |
| K-2 500 m  | Spanien Rodrigo Germade Marcus Walz                                 | 1:27,979  | Ungarn Bence Nádas Sándor Tótka                                  | 1:29,107  | Belarus Raman Petruschenka Wital Bjalko                                 | 1:29,518  |
| K-2 1000 m | Serbien Milenko Zorić Marko Tomićević                               | 3:08,647  | Slowakei Peter Gelle Adam Botek                                  | 3:10,725  | Tschechien Daniel Havel Jakub Špicar                                    | 3:10,853  |
| K-4 500 m  | Deutschland Tom Liebscher Ronald Rauhe Max Rendschmidt Max Lemke    | 1:17,734  | Spanien Rodrigo Germade Cristian Toro Carlos Garrote Marcus Walz | 1:18,371  | Tschechien Daniel Havel Jan Štěrba Jakub Špicar Radek Šlouf             | 1:18,729  |
| K-4 1000 m | Australien Ken Wallace Jordan Wood Riley Fitzsimmons Murray Stewart | 2:50,576  | Ungarn Zoltán Kammerer Dániel Pauman Dávid Tóth Benjámin Ceiner  | 2:50,931  | Deutschland Kai Spenner Lukas Reuschenbach Kostja Stroinski Tamás Gecső | 2:53,146  |

### Frauen

#### Canadier
| Event     | Gold                                           | Zeit     | Silber                                      | Zeit     | Bronze                             | Zeit     |
| --------- | ---------------------------------------------- | -------- | ------------------------------------------- | -------- | ---------------------------------- | -------- |
| C-1 200 m | Kanada Laurence Vincent-Lapointe               | 45,478   | Russland Olessja Romassenko                 | 46,136   | Ungarn Kincső Takács               | 47,178   |
| C-2 500 m | Kanada Katie Vincent Laurence Vincent-Lapointe | 1:56,752 | Russland Irina Andrejewa Olessja Romassenko | 1:57,264 | Belarus Kamila Bobr Alena Nasdrowa | 1:57,858 |

#### Kajak
| Event      | Gold                                                                   | Zeit      | Silber                                                                     | Zeit      | Bronze                                                           | Zeit      |
| ---------- | ---------------------------------------------------------------------- | --------- | -------------------------------------------------------------------------- | --------- | ---------------------------------------------------------------- | --------- |
| K-1 200 m  | Neuseeland Lisa Carrington                                             | 38,433    | Dänemark Emma Jørgensen                                                    | 38,996    | Slowenien Špela Ponomarenko Janić                                | 39,564    |
| K-1 500 m  | Belarus Wolha Chudsenka                                                | 1:48,421  | Neuseeland Lisa Carrington                                                 | 1:48,710  | Dänemark Emma Jørgensen                                          | 1:50,465  |
| K-1 1000 m | Australien Alyce Burnett                                               | 3:55,971  | Schweden Karin Johansson                                                   | 3:58,181  | Vereinigtes Königreich Rachel Cawthorn                           | 3:59,036  |
| K-1 5000 m | Ungarn Dóra Bodonyi                                                    | 23:17,862 | Deutschland Tabea Medert                                                   | 23:19,214 | Vereinigtes Königreich Lani Belcher                              | 23:28,236 |
| K-2 200 m  | Ungarn Réka Hagymási Ágnes Szabó                                       | 37,445    | Italien Susanna Cicali Francesca Genzo                                     | 37,508    | Vereinigtes Königreich Angela Hannah Hannah Brown                | 37,993    |
| K-2 500 m  | Neuseeland Caitlin Ryan Lisa Carrington                                | 1:38,687  | Deutschland Tina Dietze Franziska Weber                                    | 1:40,582  | Slowenien Špela Ponomarenko Janić Anja Osterman                  | 1:40,804  |
| K-2 1000 m | Ungarn Erika Medveczky Ramóna Farkasdi                                 | 3:37,149  | Deutschland Tabea Medert Melanie Gebhardt                                  | 3:42,061  | Polen Paulina Paszek Justyna Iskrzycka                           | 3:42,838  |
| K-4 500 m  | Ungarn Tamara Takács Erika Medveczky Krisztina Fazekas-Zur Ninetta Vad | 1:29,784  | Deutschland Tina Dietze Franziska Weber Steffi Kriegerstein Sabrina Hering | 1:30,084  | Neuseeland Aimee Fisher Caitlin Ryan Kayla Imrie Lisa Carrington | 1:30,215  |

### Paracanoeing
Alle Paracanoeing-Wettbewerbe werden über eine Distanz von 200 m ausgefahren. Die Einteilung der Bootsklassen erfolgt nach Bewegungsfähigkeit von Beinen, Armen und des Rumpfes. Es fanden zwölft Regatten in zwei Bootsklassen und jeweils drei Startklassen statt.
| Event          | Gold                                        | Zeit     | Silber                                 | Zeit     | Bronze                                 | Zeit     |
| -------------- | ------------------------------------------- | -------- | -------------------------------------- | -------- | -------------------------------------- | -------- |
| K-1 Männer KL1 | Italien Esteban Gabriel Farias              | 47,116   | Ungarn Róbert Suba                     | 47,438   | Brasilien Luis Carlos Cardoso da Silva | 48,016   |
| K-1 Männer KL2 | Australien Curtic McGrath                   | 41,758   | Österreich Markus Mendy Swoboda        | 42,508   | Ukraine Mykola Synjuk                  | 43,281   |
| K-1 Männer KL3 | Ukraine Serhii Yemelianov                   | 39,632   | Brasilien Caio Ribeiro de Carvalho     | 39,821   | Vereinigtes Königreich Jonathan Young  | 40,104   |
| V-1 Männer VL1 | Brasilien Luis Carlos Cardoso da Silva      | 55,356   | Ungarn Róbert Suba                     | 58,617   | Russland Pavel Gromov                  | 59,689   |
| V-1 Männer VL2 | Australien Curtis McGrath                   | 50,628   | Österreich Markus Mendy Swoboda        | 52,312   | Spanien Javier Reja                    | 55,017   |
| V-1 Männer VL3 | Vereinigtes Königreich Jonathan Young       | 48,769   | Brasilien Caio Ribeiro de Carvalho     | 49,330   | Vereinigtes Königreich Martin Tweedie  | 50,958   |
| K-1 Frauen KL1 | Vereinigtes Königreich Jeanette Chippington | 57,382   | Russland Alexandra Dupik               | 57,871   | Chile Katherinne Wollermann            | 58,665   |
| K-1 Frauen KL2 | Vereinigtes Königreich Emma Wiggs           | 49,947   | Vereinigtes Königreich Nicola Paterson | 51,919   | Russland Nadezda Andreeva              | 52,514   |
| K-1 Frauen KL3 | Australien Amanda Reynolds                  | 50,344   | Usbekistan Shakhnoza Mirzaeva          | 51,778   | Rumänien Mihaela Lulea                 | 52,033   |
| V-1 Frauen VL1 | Australien Jocelyn Neumueller               | 1:12,335 | Japan Akiko Nakajima                   | 1:17,251 | Japan Monika Seryu                     | 1:36,668 |
| V-1 Frauen VL2 | Australien Susan Seipel                     | 1:02,897 | Russland Mariia Nikiforova             | 1:03,680 | Ukraine Nataliia Lahutenko             | 1:03,808 |
| V-1 Frauen VL3 | Russland Larisa Volik                       | 59,341   | Deutschland Anja Adler                 | 1:08,241 | Vereinigtes Königreich Lindsay Thorpe  | 1:08,347 |

## Medaillenspiegel
| Rang   | Nation                 | Gold | Silber | Bronze | Gesamt |
| ------ | ---------------------- | ---- | ------ | ------ | ------ |
| 1      | Australien             | 7    | -      | -      | 7      |
| 2      | Deutschland            | 6    | 6      | 1      | 13     |
| 3      | Ungarn                 | 5    | 5      | 2      | 12     |
| 4      | Vereinigtes Königreich | 4    | 1      | 6      | 11     |
| 5      | Russland               | 3    | 4      | 3      | 10     |
| 6      | Tschechien             | 2    | 1      | 3      | 6      |
| 7      | Neuseeland             | 2    | 1      | 1      | 4      |
| 8      | Belarus                | 2    | -      | 4      | 6      |
| 9      | Kanada                 | 2    | -      | -      | 2      |
| 10     | Brasilien              | 1    | 2      | 2      | 5      |
| 11     | Italien                | 1    | 2      | 1      | 4      |
| 11     | Spanien                | 1    | 2      | 1      | 4      |
| 13     | Portugal               | 1    | 1      | -      | 2      |
| 14     | Ukraine                | 1    | -      | 4      | 5      |
| 15     | Serbien                | 1    | -      | 1      | 2      |
| 16     | Polen                  | -    | 2      | 2      | 4      |
| 17     | Dänemark               | -    | 2      | 1      | 3      |
| 18     | Kuba                   | -    | 2      | -      | 2      |
| 18     | Österreich             | -    | 2      | -      | 2      |
| 20     | Japan                  | -    | 1      | 1      | 2      |
| 20     | Rumänien               | -    | 1      | 1      | 2      |
| 22     | Georgien               | -    | 1      | -      | 1      |
| 22     | Schweden               | -    | 1      | -      | 1      |
| 22     | Slowakei               | -    | 1      | -      | 1      |
| 22     | Usbekistan             | -    | 1      | -      | 1      |
| 26     | Slowenien              | -    | -      | 2      | 2      |
| 27     | Chile                  | -    | -      | 1      | 1      |
| 27     | Iran                   | -    | -      | 1      | 1      |
| 27     | Lettland               | -    | -      | 1      | 1      |
| Gesamt | Gesamt                 | 39   | 39     | 39     | 117    |